# Manuel Aires Mateus
Manuel Rocha de Aires Mateus (Lisboa, 19 de maio de 1963) é um arquiteto português.

## Biografia
Filho de um arquiteto agricultor, de Grândola, numa família onde todos os homens tiravam o curso de Direito. A mãe era de Belas Artes. Viveu no bairro Olivais Sul, em Lisboa.
Frequentou a escola Fernão Mendes Pinto até à 4ª classe, a escola Josefa de Óbidos e a escola António Arroio.
Sofre de Dislexia.
Formou-se na Faculdade de Arquitetura da Universidade Técnica de Lisboa em 1986. Começou a colaborar com o arquiteto Gonçalo Byrne em 1983, no que seria uma experiência fundamental para sua formação profissional - até à fundação em 1988 do estúdio Aires Mateus & Associados, juntamente com o seu irmão Francisco Aires Mateus . Tanto no setor privado como para obras públicas, foi premiado com inúmeros prémios em competições internacionais, e a publicação dos seus trabalhos em comunicados de imprensa mundiais molda os irmãos Aires Mateus como figuras revolucionárias da nova arquitetura europeia, caracterizando-se por uma pesquisa rigorosa e um extraordinário cuidado na qualidade de suas obras. A 30 de janeiro de 2006, foi agraciado com o grau de Comendador da Ordem do Infante D. Henrique. Foi premiado com o Prémio Pessoa em 2017.
A formação no ambiente cultural português, dominada por personalidades internacionalmente relevantes como Fernando Távora, Siza Vieira, Eduardo Souto de Moura e Gonçalo Byrne, não limitou ou impediu a elaboração de um "estilo" pessoal caracterizado, desde os seus primórdios, por uma marca evidente e reconhecível.

## Trabalhos
Entre os trabalhos mais significativos realizados pelo estúdio Aires Mateus & Associados podemos encontrar inúmeras residências particulares, entre as quais Casa de Alenquer (2001), Casa no litoral do Alentejo (2003) e Casa de Brejos de Azeitão (2003) e obras públicas como a Reitoria da Universidade Nova de Lisboa (2001), o Museu da Arquitetura (2006) e edifícios de escritórios em Lisboa (2008), o Centro de Artes de Sines (2000), o Museu do Farol em Cascais (2003), e a livraria Almedina (2000-2002). 
Os seus projetos foram publicados por inúmeras publicações de arquitetura, como a 2G, Arquitectura Viva, Architectural Review, Architektur Aktuel Casabella, Detalhe, Espaço, Técnicas e Arquitetura. Desde 1997, Manuel Aires Mateus é professor da Universidade Lusíada (em Lisboa) e, desde 1998, na Universidade Independente de Lisboa; De 2002 a 2005, foi Professor Visitante da Graduate School of Design da Universidade de Harvard. Desde 2001 ensina na Mendrisio Architecture Academy.